# Klaudia Jans-Ignacik
Klaudia Jans-Ignacik z domu Jans (ur. 24 września 1984 w Gdyni) – polska tenisistka, specjalizująca się w rozgrywkach deblowych; finalistka French Open 2012 w grze mieszanej, reprezentantka kraju w Pucharze Federacji. Tenisistka praworęczna z oburęcznym backhandem. Rodzice pochodzą z Gubina w woj. lubuskim z rodziny z wieloletnimi tradycjami sportowymi.

## Kariera tenisowa
Klaudia rozpoczęła treningi tenisowe dopiero w wieku dziesięciu lat. W sierpniu 1999 roku po raz pierwszy wystąpiła w turnieju juniorskim Międzynarodowej Federacji Tenisowej. Jej najlepszymi wynikami były jedynie ćwierćfinały. Już wtedy tenisistka grała częściej w grze podwójnej. Pierwszy tytuł zdobyła w kwietniu 2001 roku w Miramar we Francji, partnerując Marcie Domachowskiej. Kilka dni później polski debel wygrał również w Beaulieu Sur Mer. W turnieju Prokom Cup razem z Moniką Krauze osiągnęła finał i zaprzestała startów w gronie juniorek.
W maju 2000 po raz pierwszy próbowała swoich sił w rywalizacji kobiet Międzynarodowej Federacji Tenisowej. Dopiero trzy lata później w Chieti doszła do finału. W 2004 zdobyła swój pierwszy i jak dotąd jedyny tytuł indywidualny, pokonując Magdalenę Kiszczyńską w finale zawodów w Gdyni. Wcześniej wyeliminowała Agnieszkę Radwańską i Annę Korzeniak.
Nieporównywalnie lepiej radziła sobie w grze deblowej. W 2002 wystąpiła w Pucharze Federacji, zdobywając dwa punkty dla kraju razem z Joanną Sakowicz. Wkrótce stworzyła parę deblową razem z Alicją Rosolską. Zawodniczki te osiągnęły finały turniejów cyklu WTA w 2004 w Sopocie, również w Palermo i Warszawie, obydwa w 2005 roku. We włoskim mieście doszły do półfinału w sezonie 2007.
Rosolska i Jans osobno zaczęły rok 2008. Spotkały się w lutym przy okazji półfinału zawodów w Viña del Mar. Klaudia wraz z İpek Şenoğlu przegrały z Rosolską i Līgi Dekmeijere, późniejszym mistrzyniami. Dwa tygodnie później Polka była w ćwierćfinale w Acapulco razem z Jill Craybas. Grając z Mervaną Jugić-Salkić doszła do 1/2 finału w Internazionali BNL d'Italia w Rzymie. Podczas turnieju w Barcelonie przegrała w półfinale.
W pierwszym turnieju w 2009 – Brisbane International – Jans i Rosolska doszły do finału, gdzie zostały pokonane przez Annę-Lenę Grönefeld i Vanią King. W maju odniosła pierwsze zwycięstwo turniejowe w karierze – w finale zawodów w Marbelli pokonały Anabel Medina Garrigues i Virginię Ruano Pascual. Pod koniec roku, w Linzu, przegrały w finale z Grönefeld i Katariną Srebotnik. W 2010 była w półfinałach w Paryżu, Båstad, Pradze, Seulu i w Linzu (wszystkie z Rosolską) oraz w Warszawie (z Goworcową).
W styczniu 2011 wraz z Rosolską przegrały w finale w Brisbane. Podczas pierwszej rundy turnieju w Sydney pokonały Giselę Dulko i Flavię Pennettę, później dochodząc do 1/2 finału. Doszły również do finału w Brussels Ladies Open.
W maju 2012 roku wraz z Olgą Goworcową zwyciężyła w turnieju w Strasburgu. Na początku czerwca osiągnęła największy sukces w dotychczasowej karierze, dochodząc do finału wielkoszlemowego French Open 2012 w grze mieszanej w parze z Santiago Gonzálezem. W decydującym spotkaniu musieli uznać wyższość Sanii Mirzy i Mahesha Bhupathiego. We wcześniejszych fazach zmagań wyeliminowali między innymi Jelenę Wiesninę i Leandera Paesa oraz Annę-Lenę Grönefeld i Marcina Matkowskiego. Razem z Kristiną Mladenovic zdobyła w sierpniu tytuł w Montrealu. W finale pokonały wynikiem 7:5, 2:6, 10-7 Nadieżdę Pietrową i Katarinę Srebotnik.

## Życie prywatne
2 lipca 2011 wyszła za mąż za Bartosza Ignacika, dziennikarza sportowego. 1 sierpnia 2013 urodziła córkę Anielę.

## Finały turniejów WTA
| Legenda                     | Legenda |
| --------------------------- | ------- |
| Wielki Szlem                |         |
| Igrzyska olimpijskie        |         |
| WTA Tour Championships      |         |
| 1988 – 2008                 |         |
| Kategoria I                 |         |
| Kategoria II                |         |
| Kategoria III               |         |
| Kategoria IV                |         |
| Kategoria V                 |         |
| 2009 – 2020                 |         |
| WTA Premier Mandatory       |         |
| WTA Premier 5               |         |
| WTA Premier                 |         |
| WTA International Series    |         |
| WTA 125K series (2012–2020) |         |

### Gra podwójna 11 (3-8)
| Końcowy wynik | Nr | Data                 | Turniej     | Nawierzchnia  | Partnerka            | Przeciwniczki                                  | Wynik finału      |
| ------------- | -- | -------------------- | ----------- | ------------- | -------------------- | ---------------------------------------------- | ----------------- |
| Finalistka    | 1. | 15 sierpnia 2004     | Sopot       | Ceglana       | Alicja Rosolska      | Marta Marrero Nuria Llagostera Vives           | 4:6, 3:6          |
| Finalistka    | 2. | 1 maja 2005          | Warszawa    | Ceglana       | Alicja Rosolska      | Tetiana Perebyjnis Barbora Záhlavová-Strýcová  | 1:6, 4:6          |
| Finalistka    | 3. | 18 lipca 2005        | Palermo     | Ceglana       | Alicja Rosolska      | Giulia Casoni Marija Korytcewa                 | 6:4, 3:6, 5:7     |
| Finalistka    | 4. | 10 stycznia 2009     | Brisbane    | Twarda        | Alicja Rosolska      | Anna-Lena Grönefeld Vania King                 | 6:3, 5:7, 5–10    |
| Zwyciężczyni  | 1. | 12 kwietnia 2009     | Marbella    | Ceglana       | Alicja Rosolska      | Anabel Medina Garrigues Virginia Ruano Pascual | 6:3, 6:3          |
| Finalistka    | 5. | 18 października 2009 | Linz        | Twarda (hala) | Alicja Rosolska      | Anna-Lena Grönefeld Katarina Srebotnik         | 1:6, 4:6          |
| Finalistka    | 6. | 8 stycznia 2011      | Brisbane    | Twarda        | Alicja Rosolska      | Alisa Klejbanowa Anastasija Pawluczenkowa      | 3:6, 5:7          |
| Finalistka    | 7. | 21 maja 2011         | Bruksela    | Ceglana       | Alicja Rosolska      | Andrea Hlaváčková Galina Woskobojewa           | 6:3, 0:6, 5–10    |
| Zwyciężczyni  | 2. | 26 maja 2012         | Strasburg   | Ceglana       | Wolha Hawarcowa      | Natalie Grandin Vladimíra Uhlířová             | 6:7(4), 6:3, 10–3 |
| Zwyciężczyni  | 3. | 12 sierpnia 2012     | Montreal    | Twarda        | Kristina Mladenovic  | Nadieżda Pietrowa Katarina Srebotnik           | 7:5, 2:6, 10–7    |
| Finalistka    | 8. | 19 marca 2016        | San Antonio | Twarda        | Anastasija Rodionowa | Anna-Lena Grönefeld Nicole Melichar            | 1:6, 3:6          |

### Gra mieszana 1 (0-1)
| Końcowy wynik | Nr | Data           | Turniej     | Nawierzchnia | Partner           | Przeciwnicy                 | Wynik finału |
| ------------- | -- | -------------- | ----------- | ------------ | ----------------- | --------------------------- | ------------ |
| Finalistka    | 1. | 7 czerwca 2012 | French Open | Ceglana      | Santiago González | Sania Mirza Mahesh Bhupathi | 6:7(3), 1:6  |

## Występy w Wielkim Szlemie

### Gra podwójna
| Australian Open            | 1RSF | 2RCW | 2R  | 2R   | 1R  | 2RUR | —   | —    | QFAN | 7–7   |
| French Open                | 2R   | 1RMJ | 2R  | 1RPS | 1R  | 1RAK | —   | 1RMZ | 1RAN | 2–8   |
| Wimbledon                  | 1R   | 1RMJ | 2R  | 1REG | 2R  | 2R   | —   | 2RJB | 1RAN | 4–8   |
| US Open                    | 2R   | 3R   | 2R  | 2REG | 1R  | 2RKM | —   | —    | 1RJG | 6–7   |
| Zw.-Por. w Wielkim Szlemie | 2–4  | 3–4  | 4–4 | 2–4  | 1-4 | 3-4  | 0-0 | 1-2  | 3-4  | 19-30 |

Partnerki
- Jeśli nie wyszczególnione, to partnerką była  Alicja Rosolska
- JB  Julija Bejhelzimer
- SF  Stéphanie Foretz
- EG  Edina Gallovits-Hall
- JG  Julia Görges
- MJ  Mervana Jugić-Salkić
- AN  Andreja Klepač
- AK  Ałła Kudriawcewa
- KM  Kristina Mladenovic
- UR  Urszula Radwańska
- PS  Patty Schnyder
- CW  Caroline Wozniacki
- MZ  Maryna Zanewśka

### Gra mieszana
| Australian Open            | A    | A    | 1RSG | A   | A    | A    | 0–1 |
| French Open                | A    | A    | FSG  | A   | 2RDI | A    | 5–2 |
| Wimbledon                  | 2RSG | 1RMM | 1RJR | A   | A    | 2RMF | 2–3 |
| US Open                    | A    | A    | 2RMF | A   | A    | A    | 1–1 |
| Zw.-Por. w Wielkim Szlemie | 1–1  | 0–1  | 5–4  | 0–0 | 1–1  | 1–0  | 8–7 |

Partnerzy
- MF  Mariusz Fyrstenberg
- SG  Santiago González
- DI  Dominic Inglot
- MM  Marcin Matkowski
- JR  Jean-Julien Rojer

## Igrzyska olimpijskie

### Gra podwójna kobiet
| Runda                                       | Partnerka       | Przeciwniczki                            | Wynik            |
| ------------------------------------------- | --------------- | ---------------------------------------- | ---------------- |
|                                             |                 |                                          |                  |
| Letnie Igrzyska Olimpijskie w Pekinie 2008  |                 |                                          |                  |
| I runda                                     | Alicja Rosolska | Liezel Huber / Lindsay Davenport [5]     | 2:6, 1:6         |
| Letnie Igrzyska Olimpijskie w Londynie 2012 |                 |                                          |                  |
| I runda                                     | Alicja Rosolska | Marija Kirilenko / Nadieżda Pietrowa [3] | 7:6(5), 3:6, 2:6 |

## Wygrane turnieje rangi ITF
| turnieje z pulą nagród 100 000 $ |
| turnieje z pulą nagród 75 000 $  |
| turnieje z pulą nagród 50 000 $  |
| turnieje z pulą nagród 25 000 $  |
| turnieje z pulą nagród 15 000 $  |
| turnieje z pulą nagród 10 000 $  |

### Gra pojedyncza
| Lp. | Data       | Turniej | ($)    | Naw.   | Finalistka            | Wynik         |
| --- | ---------- | ------- | ------ | ------ | --------------------- | ------------- |
| 1.  | 23/05/2004 | Gdynia  | 10 000 | ziemna | Magdalena Kiszczyńska | 6:4, 3:6, 6:3 |

### Gra podwójna
| Lp. | Data       | Turniej        | ($)    | Naw.     | Partnerka        | Finalistki                            | Wynik            |
| --- | ---------- | -------------- | ------ | -------- | ---------------- | ------------------------------------- | ---------------- |
| 1.  | 10/08/2003 | Gdynia         | 10 000 | ziemna   | Alicja Rosolska  | Irina Kuzmina Monika Schneider        | 7:5, 6:2         |
| 2.  | 28/09/2003 | Ciampino       | 10 000 | ziemna   | Alicja Rosolska  | Claudia Ivone Giulia Meruzzi          | 6:0, 6:3         |
| 3.  | 15/02/2004 | Warszawa       | 25 000 | ziemna   | Alicja Rosolska  | Zsófia Gubacsi Kira Nagy              | 6:4, 6:3         |
| 4.  | 08/08/2004 | Gdynia         | 10 000 | ziemna   | Alicja Rosolska  | Natalia Bogdanova Wałerija Bondarenko | 6:2, 6:4         |
| 5.  | 05/09/2004 | Warszawa       | 10 000 | ziemna   | Alicja Rosolska  | Martina Babakova Iveta Gerlova        | 6:2, 6:3         |
| 6.  | 09/04/2006 | Dinan          | 75 000 | ziemna   | Henrieta Nagyová | Mădălina Gojnea Agnieszka Radwańska   | 3:6, 6:2, 6:4    |
| 7.  | 08/10/2006 | Barcelona      | 75 000 | ziemna   | Alicja Rosolska  | Edina Gallovits-Hall Vanessa Henke    | 6:1, 6:2         |
| 8.  | 29/10/2006 | Bratysława     | 75 000 | twarda   | Alicja Rosolska  | Lucie Hradecká Michaela Paštiková     | 6:1, 6:3         |
| 9.  | 02/12/2006 | Mediolan       | 50 000 | dywanowa | Alicja Rosolska  | Marija Korytcewa Emma Laine           | 6:7(5), 7:5, 6:4 |
| 10. | 14/10/2007 | Joué-lès-Tours | 50 000 | twarda   | Alicja Rosolska  | Petra Cetkovská Barbora Strýcová      | 6:3, 7:5         |
| 11. | 07/06/2008 | Rzym           | 75 000 | ziemna   | Alicja Rosolska  | Alina Żydkowa Marie-Ève Pelletier     | 6:3, 6:1         |